# Внешняя политика Туниса
Внешняя политика Туниса — общий курс Туниса в международных делах. Внешняя политика регулирует отношения Туниса с другими государствами. Реализацией этой политики занимается министерство иностранных дел Туниса.

## История
В 1956 году Тунис обрёл независимость от Франции и правительство этой страны пыталось сосредоточить усилия и ресурсы на внутреннем развитии, поддерживая при этом гармоничные отношения со своими соседями и другими державами. Несмотря на эти усилия, расположение Туниса между Алжиром и Ливией (двумя государствами, для которых характерны нефтяные богатства и революционный характер власти), его идентичность как арабского и исламского государства и в целом прозападными модернистскими тенденциями президента Хабиба Бургибы, не позволило стране избежать региональных споров.
Президент Зин аль-Абидин Бен Али поддерживал традиционную политику Туниса, направленную на установление хороших отношений с Западом, в том числе с Соединёнными Штатами Америки, одновременно играя активную роль в арабских и африканских региональных делах. Президент Хабиб Бургиба придерживался политики Движения неприсоединения, но подчёркивал необходимость тесных отношений с Европой и США. Тунис имел ограниченное влияние в Лиге арабских государств, примкнул к умеренному лагерю, о чём свидетельствует отказ от участия в чрезвычайном саммите в Дохе по ситуации в Секторе Газе в 2009 году.
Тунис долгое время придерживался политики умеренности и реализма на Ближнем Востоке. Президент Хабиб Бургиба был первым арабским лидером, который призвал к признанию Израиля в своей речи в Иерихоне в 1965 году. С 1979 по 1990 год в Тунисе располагалась штаб-квартира Лиги арабских государств и штаб-квартира Организации освобождения Палестины (ООП) с 1982 по 1993 год. Тунис последовательно играет сдерживающую роль в переговорах о достижении всеобъемлющего мира на Ближнем Востоке. В 1993 году Тунис был первой арабской страной, которая приняла официальную израильскую делегацию в рамках ближневосточного мирного процесса. Правительство Туниса управляло Отделом интересов в Израиле с апреля 1996 года до начала второй интифады в 2000 году. Граждане Израиля могут ездить в Тунис по израильским паспортам.
Расположенный между Алжиром и Ливией, Тунис стремился поддерживать с ними хорошие отношения, несмотря на напряжённые моменты. В 1993 году Тунис и Алжир урегулировали давний пограничный спор и сотрудничали в строительстве газопровода через Тунис, который соединяет Алжир с Италией. В 2002 году Тунис подписал соглашение с Алжиром о демаркации морской границы между странами. Отношения Туниса с Ливией стали нестабильными, после того, как Тунис аннулировал соглашение о создании союза в 1974 году. Дипломатические отношения были разорваны в 1976 году, восстановлены в 1977 году и снова ухудшились в 1980 году, когда обученные ливийцами повстанцы попытались захватить город Гафса. В 1982 году Международный суд ООН вынес решение в пользу Ливии в отношении принадлежности богатого нефтью континентального шельфа, которую она оспаривала с Тунисом. Изгнание Ливией в 1985 году тунисских рабочих и военные угрозы вновь привело к разрыву отношений. В 1987 году отношения нормализовались. Поддерживая санкции ООН, введённые после взрывов самолётов, Тунис тем не менее старался не нагнетать отношения со своим соседом. Тунис поддержал отмену санкций ООН против Ливии в 2003 году, и Ливия снова стала основным торговым партнёром: экспорт в Ливию в 2009 году оценивлся в 830,8 млн долларов США, а импорт — в 559 млн долларов США.
Тунис поддержал создание Союза арабского Магриба, в который входят Алжир, Марокко, Мавритания и Ливия. Однако, прогресс в сфере интеграции Магриба находится в тупике из-за двусторонней напряжённости между некоторыми странами-членами. Тунис играет позитивную роль в попытках разрешить эту напряжённость.
В 2015 году Барак Обама предоставил Тунису статус основного союзника США вне НАТО.